# Đội tuyển bóng đá bãi biển quốc gia Bahrain
Đội tuyển bóng đá bãi biển quốc gia Bahrain đại diện Bahrain ở các giải thi đấu bóng đá bãi biển quốc tế và được điều hành bởi Hiệp hội bóng đá Bahrain, cơ quan quản lý bóng đá ở Bahrain.
Bahrain giành quyền tham dự Giải vô địch thế giới năm 2006 với tư cách thắng cuộc nhóm châu Á. Sau đó, Bahrain tham gia như một đội cửa dưới tại Giải vô địch thế giới 2006, vào đến tứ kết trước khi bị loại bởi Bồ Đào Nha.

## Đội hình hiện tại
Ghi chú: Quốc kỳ chỉ đội tuyển quốc gia được xác định rõ trong điều lệ tư cách FIFA. Các cầu thủ có thể giữ hơn một quốc tịch ngoài FIFA.
| Số | VT | Quốc gia | Cầu thủ           |
| -- | -- | -------- | ----------------- |
| 1  | TM | Bahrain  | Salah Salman      |
| 2  | TĐ | Bahrain  | Abdulla Omar      |
| 3  | HV | Bahrain  | Mohamed Ashoor    |
| 4  | HV | Bahrain  | Mahmood Alghawi   |
| 5  | HV | Bahrain  | Abdulla Alabdulla |
| 6  | HV | Bahrain  | Ebrahim Hassan    |

| Số | VT | Quốc gia | Cầu thủ         |
| -- | -- | -------- | --------------- |
| 7  | HV | Bahrain  | Adnan Ebrahim   |
| 8  | TV | Bahrain  | Yaqoob Alnisuf  |
| 9  | TĐ | Bahrain  | Rashed Salem    |
| 10 | TĐ | Bahrain  | Sayed Hassan    |
| 11 | TĐ | Bahrain  | Isa Saleh       |
| 12 | TM | Bahrain  | Hesam Almannaei |

Huấn luyện viên:  Gustavo Zlocewick

## Thành tích
- Giải vô địch bóng đá bãi biển châu Á: Vô địch 2006
- Giải vô địch bóng đá bãi biển thế giới: Tứ kết 2006

## Thành tích giải đấu

### Giải vô địch bóng đá bãi biển thế giới
- 1995 - N/A
- 1996 - N/A
- 1997 - N/A
- 1998 - N/A
- 1999 - N/A
- 2000 - N/A
- 2001 - N/A
- 2002 - N/A
- 2003 - N/A
- 2004 - N/A
- 2005 - N/A
- 2006 – Tứ kết
- 2007 – Không vượt qua vòng loại
- 2008 - Không vượt qua vòng loại
- 2009 – Vòng bảng

### Giải vô địch bóng đá bãi biển châu Á
- 2006 – Vô địch
- 2007 – Hạng tư
- 2008 – Không tham dự
- 2009 – Á quân
- 2011 – Tứ kết